# Samsung Galaxy E5
El Samsung Galaxy E5 es un teléfono inteligente Android producido por Samsung Electronics. Fue lanzado en enero de 2015. Este es un dispositivo de gama media. Es un modelo basado en el Samsung Galaxy A5 a diferencia de que la construcción esté completamente en plástico y que la cantidad de memoria RAM se reduce a 1.5 GB. El Galaxy E5 tiene una cámara trasera de 8 megapíxeles con flash LED y una cámara frontal de 5 megapíxeles. Tiene una CPU Quad-core de 1.2 GHz. 
El Samsung Galaxy E5 ha llegado a las costas europeas, pero solo se vende en el mercado alemán (sin contar los países de la CEI y Turquía (región de Oriente Medio)).

## Especificaciones

### Hardware
El teléfono cuenta con el chipset Snapdragon 410 de Qualcomm, que incluye un procesador de 1.2 GHz, Adreno 306 GPU y 1.5GB de RAM, con 16 GB de almacenamiento interno y una amplia batería de 2400 mAh. El Samsung Galaxy E5 está equipado con una pantalla HD Super AMOLED de 5 pulgadas y también incluye una cámara trasera de 8 MP y una cámara frontal de 5 MP. Sus dimensiones son 141.6 x 70.2 x 7.3 mm (5.57 x 2.76 x 0.29 in).

### Software
Este teléfono se lanzó oficialmente con Android 4.4.4 KitKat y se actualizó a Android 5.1.1 Lollipop el 2 de agosto de 2015. El soporte de memoria externa es de hasta 64 GB.

## Cámara
Hay dos cámaras en el teléfono, una primaria y una secundaria: la principal comprende 8 MP, 3264 x 2448 píxeles, enfoque automático, flash LED con Geo-etiquetado, enfoque táctil, detección de rostros, panorama. El video es 1080p @ 30fps. La cámara secundaria es una cámara frontal de 5 MP.

## Autofoto
El Galaxy E5 es conocido por su gran experiencia de autofoto. Se dice que "aporta características innovadoras como la autofotografía en ángulo amplio, selfie con gesto de palma, autofoto con comando de voz y rostro bello para permitir a los usuarios capturar autofotos de alta calidad con facilidad. La amplia función Selfie para la cámara frontal permite a los usuarios capturar autofotos cubriendo ángulos de hasta 120 grados".